# ESP EX
La ESP EXP es una serie de guitarras eléctricas fabricada por la compañía japonesa ESP comercializada en Estados Unidos, Europa y Japón. Entre los famosos músicos que han usado esta serie EXP se incluyen James Hetfield de Metallica, Patrik Jensen y Anders Björler de The Haunted, Patryk Dominik Sztyber de Behemoth, Jed Simon de Strapping Young Lad, Wayne Static de Static-X, Gus G. de Firewind, Dan Jacobs de Atreyu, Jesper Strömblad de In Flames y Gerard Rigau de Blaze Out.
El diseño las ESP EXP es muy similar al modelo Explorer de Gibson. Algunas diferencias obvias entre ambas guitarras son el clavijero y el material con el que está hechas. Gibson dejó de fabricar su modelo Explorer (conocida entonces como "Futura") en 1959. Años más tarde, algunas compañías empezaron a producir copias de la Explorer, entre ellas ESP. En 1975, Gibson relanzó otra vez su modelo, ante el éxito que cosechaban estas otras compañías.
James Hetfield es probablemente el más famoso propietario de una guitarra de esta serie ESP EX . Él primeramente usaba una Gibson Explorer blanca, después de que se le rompiera su modelo Flying V, una copia de la verdadera guitarra producida por Gibson. En 1988, se pasó a los modelos ESP EXP, incluyendo su legendaria Explorer "EET FUK". James popularizó la ESP EXP, algo que muchos consideran como la causa de que Gibson relanzara su modelo Explorer, entrando así en litigios con ESP. Debido a esto, ESP dejó de fabricar la serie EXP, y comenzó con la serie EX. ESP cambió el diseño de la guitarra para evitar problemas con Gibson, creando la que sería la nueva explorer James Hetfield signature. Sacaron algunos modelos para distribuirlos en el mundo, pero la demanda de Gibson abarcaba más allá de lo parecido al modelo explorer. Al poner en la pala ESP EX, la demanda contemplaba que no podían indicar nada que llevase a entender que era una Explorer. Con lo que Gibson volvió a reclamar para que retiraran el EX de las palas. ESP tuvo que recoger todas las guitarras, pero algunas ya se habían vendido como tal. Hoy en día están muy cotizadas, por su extremada rareza. Estas guitarras se distinguen por estar estampadas en la pala en su parte delantera con las siglas ESP EX, y con el sello en el reverso de la custon shop del fabricante. Más adelante sacaron el mismo modelo sin las siglas EX.
- Datos: Q3740303